# Akonadi
Akonadi — новый фреймворк PIM для KDE, включённый в версии 4.1. Akonadi представляет собой хранилище данных для всех PIM приложений. В KDE 3 PIM приложения хранят свои данные и настройки раздельно, дублируя одинаковые данные. Помимо этого Akonadi включает несколько компонентов, таких как поиск и кеш, позволяющий получить быстрый доступ к данным, и уведомления об их изменении. Прошлые сборки Akonadi некорректно использовали память, позволяя двум разным приложениям загружать одни и те же данные в память дважды. Для исправления этой ошибки Akonadi был переведён в режим сервера.
Akonadi обращается к серверам для получения и пересылки данных вместо приложений, используя специальный API. Данные могут быть получены от Akonadi с помощью модели, разработанной для сбора специфичных данных (почты, календаря, контактов, и т. д.). Приложения позволяют пользователю просматривать и редактировать эти данные. Akonadi также поддерживает метаданные, созданные приложениями.
Поскольку Akonadi берёт на себя заботу о получении и хранении данных, что обычно является самой сложной частью в разработке PIM, то теперь разработка PIM приложений стала проще. Например, каркас почтового клиента Mailody, использующего Akonadi, был написан за 10 минут.